# This Is Love (George Harrison)
This Is Love è un brano musicale, composto da George Harrison e Jeff Lynne, apparso sull'album Cloud Nine (1987) del primo. L'anno successivo venne pubblicata come diciannovesimo singolo del chitarrista britannico. Hervé Bourhis ha considerato la canzone eccellente.

## Pubblicazione
Terzo singolo da Cloud Nine, venne pubblicato su tre differenti formati: vinile 7" (Dark Horse W 7913), vinile 12" (W 7913 T) e CD 3" (W 7913 CD). Il primo presentava un'unica b-side, Breath Away from Heaven, mentre il secondo ed il terzo anche All Those Years Ago ed il compact disc, come quarta traccia, Hong Kong Blues. Tutte e due le canzoni aggiuntive provengono dall'album Somewhere in England del 1981. Il disco arrivò alla 55ª posizione nel Regno Unito, alla 20ª di Billboard Hot 100 ed alla 17ª di Mainstream Rock negli States. In seguito, This Is Love venne incluso anche su The Dar (2004) e Let It Roll: Songs by George Harrison (2009). Originariamente, la b-side del singolo doveva essere l'inedito Handle with Care, che venne registrata con guest-stars varie; soddisfatti del risultato, i musicisti si unirono in una band e divennero i Traveling Wilburys.

## Tracce singolo
CD
1. This Is Love – 3:48 (Harrison-Lynne)
2. Breath Away from Heaven – 3:36 (Harrison)
3. All Those Years Ago – 3:45 (Harrison)
4. Hong Kong Blues – 2:54 (CarmichaelWebster)

7"
1. This Is Love – 3:48 (Harrison-Lynne)
2. Breath Away from Heaven – 3:36 (Harrison)

12"
1. This Is Love – 3:48 (Harrison-Lynne)
2. Breath Away from Heaven – 3:36 (Harrison)
3. All Those Years Ago – 3:45 (Harrison)